# St-Georges (Fiquefleur)

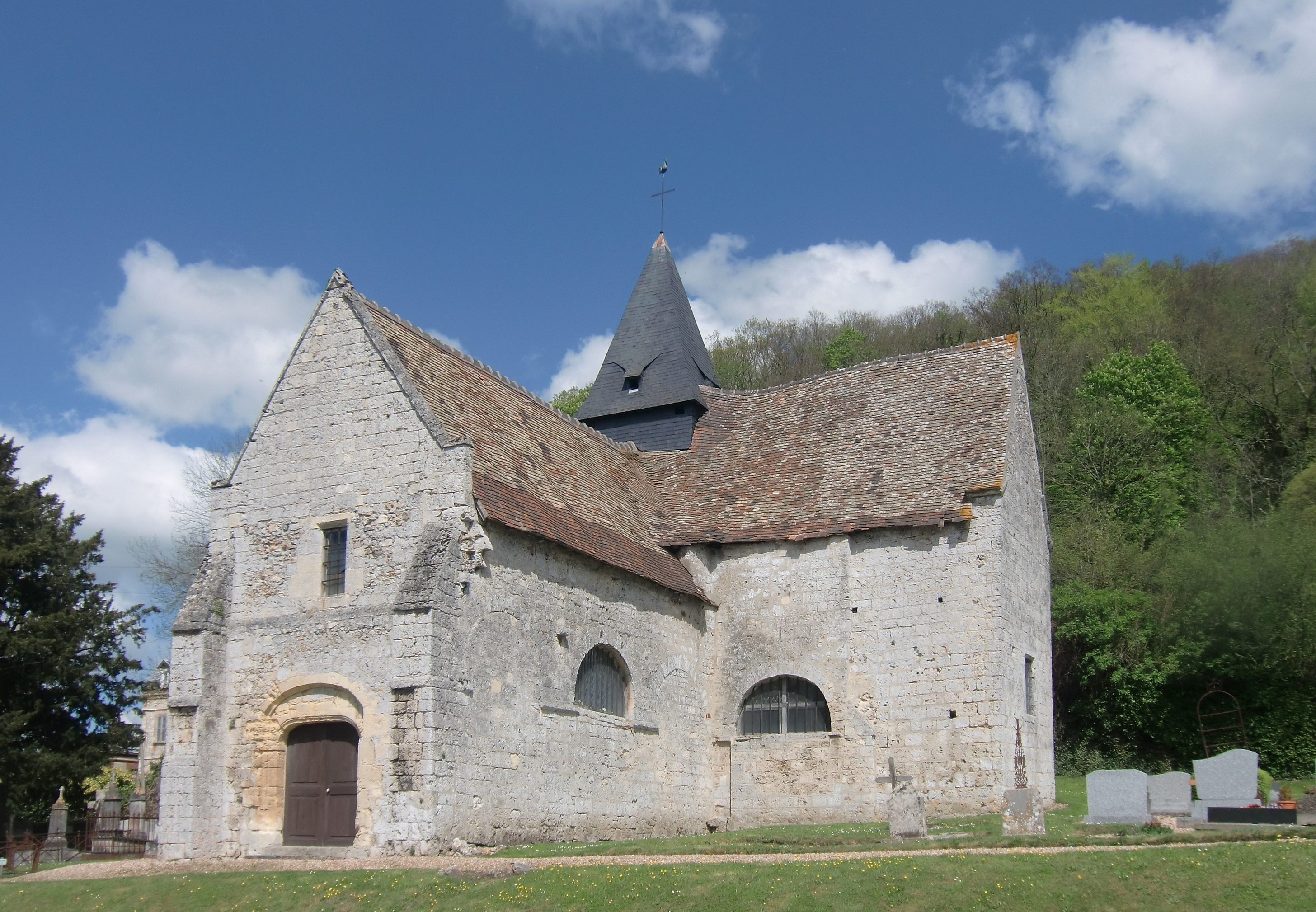
St-Georges in Fiquefleur

Die römisch-katholische Kirche St-Georges in Fiquefleur-Équainville, einer französischen Gemeinde im Département Eure in der Region Normandie, wurde im 11. Jahrhundert errichtet. Die romanische Kirche an der Straße nach Honfleur ist seit 1992 ein geschütztes Baudenkmal (Monument historique).

## Beschreibung
Die dem heiligen Georg geweihte Kirche wurde im 17. Jahrhundert beim Ausbau der vorbeiführenden Straße stark verändert. Die Westfassade wurde zerstört und das Mittelschiff wurde um drei Joche verkürzt. An das Langhaus schließt sich ein Querhaus an und danach ein fast quadratischer Chor mit einem flachen Abschluss. Über der Vierung erhebt sich ein niedriger Turm, der nur aus einem pyramidenförmigen Dach besteht. Bei den häufigen Umbaumaßnahmen wurden auch die Seitenschiffe entfernt und die Höhe des Turmes verändert.